# Homogenitet
Homogenitet er en ensartethed af bestanddele indenfor et afgrænset område, system eller gruppe. Homogenitet kan også være ensartethed på tværs af en sammenligning af flere områder, systemer eller grupper. Det modsatte af homogenitet er heterogenitet – forskelligartethed. 
Homogen (fra græsk: samme beskaffenhed – ensartet) betegner en tilstand/situation hvor bestanddelene indenfor et afgrænset område, system eller gruppe er ensartede. Prøver udtaget forskellige steder i en homogen blanding vil have samme egenskaber og sammensætning. 
Inhomogen – uensartet, betegner en mellem-tilstand, hvor der ikke er nogen klar afgrænsning af de forskelligartede komponenter.
Homogenisering – betegner processen at tilvejebringe en homogen tilstand.

## Flertydig
Homogenitet, homogen eller homogenisering kan have specifikke betydninger indenfor forskellige fagområder:

### Matematik
- Homogenitet – Den ene af to betingelser for at en transformation er lineær.
- Homogent polynomium – Et polynomium hvor alle led, der ikke har en nulkoefficient, har samme grad.

### Kemi
- Et grundstof.
- En kemisk forbindelse.
- En opløsning (dvs. homogen blanding).